# Panzer IX și Panzer X
Panzerkampfwagen IX și Panzerkampfwagen X au fost proiecte teoretice dezvoltate de armata germană în timpul celui de-Al Doilea Război Mondial, utilizând cele mai recente evoluții de vehicule blindate.